# John Keyse Sherwin
John Keyse Sherwin (1751 - 24 de septiembre de 1790) fue un grabador y pintor histórico inglés, nacido en East Dean, Sussex.

## Biografía
Su padre fue leñador empleado en el modelado de pernos para astilleros, y el hijo siguió la misma ocupación hasta los diecisiete años, cuando, habiendo mostrado aptitudes artísticas copiando algunas miniaturas con una precisión excepcional, hizo amistad con William Mitford, en cuya finca trabajaba el viejo Shelder, y fue enviado a estudiar a Londres, primero con John Astley, y luego durante tres años con Francesco Bartolozzi, para quien se cree que ejecutó una gran parte de la Placa de Clitia, después de Annibale Carracci y publicado como trabajo de su maestro.
Entró como estudiante a la Royal Academy, donde ganó una medalla de plata, y en 1772 una medalla de oro por su pintura de Coriolano Pidiendo Permiso a su Familia. Durante 1774 y hasta 1780 fue expositor de dibujos de tiza y grabados en la Royal Academy. Se estableció en la calle St. James como pintor, diseñador y grabador, donde rápidamente logró popularidad y comenzó a mezclarse con la alta sociedad. Su dibujo del Hallazgo de Moises, un trabajo de poco mérito artístico, el que introdujo sus retratos de la Princesa Real de Inglaterra y de otras damas de la aristocracia, fueron un éxito en el gusto del público y fueron muy vendidos.
En 1785 sucedió a William Woollett como grabador del rey, y también obtuvo el nombramiento de grabador del Príncipe de Gales. Sus ingresos profesionales ascendían a cerca de £12.000 anuales; pero constantemente se encontraba en dificultades económicas debido a su carácter perezoso, indolente y desordenado, extremadamente generoso, llegando a convertirse en un temerario jugador, y sus hábitos de intemperancia fueron en aumento. Murió en la extrema miseria el 24 de septiembre de 1790. De acuerdo a George Steevens, editor de Shakespeare, murió en una oscura cervecería de la calle Swallow. Su pupilo J. T. Smith señala que su deceso se produjo en la casa de Robert Wilkinson, impresor de Cornhill.
Como grabador, Sherwin fue muy valorado. Era ambidextro, por lo que trabajaba indiferentemente con cualquier mano. Sus dibujos eran correctos, sus líneas excelentes y sus texturas variadas e inteligentes.